# بيل هندرسون (لاعب كرة قدم أسترالية)
بيل هندرسون (بالإنجليزية: Bill Henderson)‏ هو لاعب كرة قدم أسترالية أسترالي، ولد في 14 ديسمبر 1887، وتوفي في 17 أبريل 1956.

## وصلات خارجية
- بيل هندرسون (لاعب كرة قدم أسترالية) على موقع AustralianFootball.com (الإنجليزية)
- بيل هندرسون (لاعب كرة قدم أسترالية) على موقع AFLtables.com (الإنجليزية)